# Colm Meaney
Colm Meaney (Dublino, 30 maggio 1953) è un attore irlandese, noto per aver interpretato il personaggio di Miles O'Brien nel franchise di Star Trek, nelle serie The Next Generation e Deep Space Nine.

## Biografia
Comincia la sua carriera cinematografica nel 1981 in patria, per poi sbarcare negli Stati Uniti dove interpreta piccole parti in film anche famosi quali Dick Tracy, 58 minuti per morire - Die Harder (entrambi del 1990), L'ultimo dei Mohicani (1992). La grande popolarità presso il grande pubblico arriva però interpretando il capo Miles O'Brien nella saga di Star Trek, prima nella serie Star Trek: The Next Generation quindi in Star Trek: Deep Space Nine. Altre sue note interpretazioni sono in The Snapper (1993), Due sulla strada (1996), Come Harry divenne un albero (2001) e Il maledetto United (2009). Dal 2011 è uno dei protagonisti della serie televisiva Hell on Wheels e dal 2020 di Gangs of London. 

## Vita privata
È stato sposato dal 1977 al 1994 con l'attrice Bairbre Dowling, da cui ha avuto una figlia, Brenda, nata nel 1984. Nel 2004 ha avuto un'altra figlia, Ada, dalla sua relazione con Ines Glorian, che ha sposato nel 2007.

## Filmografia parziale

### Attore

#### Cinema
- The Dead - Gente di Dublino (The Dead), regia di John Huston (1987)
- Dick Tracy, regia di Warren Beatty (1990)
- 58 minuti per morire - Die Harder (Die Hard 2), regia di Renny Harlin (1990)
- Benvenuti in paradiso (Come See the Paradise), regia di Alan Parker (1990)
- The Commitments, regia di Alan Parker (1991)
- Cuori ribelli (Far and Away), regia di Ron Howard (1992)
- L'ultimo dei Mohicani (The Last of the Mohicans), regia di Michael Mann (1992)
- Trappola in alto mare (Under Siege), regia di Andrew Davis (1992)
- Tir-na-nog (È vietato portare cavalli in città) (Into the West), regia di Mike Newell (1992)
- The Snapper, regia di Stephen Frears (1993)
- La guerra dei bottoni (War of the Buttons), regia di John Roberts (1994)
- Morti di salute (The Road to Mellville), regia di Alan Parker (1994)
- L'inglese che salì la collina e scese da una montagna (The Englishman Who Went Up a Hill but Came Down a Mountain), regia di Christopher Monger (1995)
- Ripple, regia di Jonathan Segal – cortometraggio (1995)
- Due sulla strada (The Van), regia di Stephen Frears (1996)
- L'ultimo dei grandi re (The Last of the High Kings), regia di David Keating (1996)
- Con Air, regia di Simon West (1997)
- Snitch, regia di Ted Demme (1998)
- Owd Bob - Grazie nonno (Owd Bob), regia di Rodney Gibbons (1998)
- Claire Dolan, regia di Lodge H. Kerrigan (1998)
- This is My Father, regia di Paul Quinn (1998)
- October 22 - Una storia di ordinaria follia (October 22), regia di Richard Schenkman (1998)
- Four Days, regia di Curtis Wehrfritz (1999)
- Mistery, Alaska, regia di Jay Roach (1999)
- Chapter Zero, regia di Aaron Mendelson (1999)
- Most Important, regia di P. J. Dillon (1999)
- Come Harry divenne un albero (How Harry Became a Tree), regia di Goran Paskaljević (2001)
- Backflash, regia di Philip J. Jones – direct-to-video (2002)
- Intermission, regia di John Crowley (2003)
- I ragazzi di Clare (The Boys from County Clare), regia di John Irvin (2003)
- Blueberry, regia di Jan Kounen (2004)
- The Pusher (Layer Cake) regia di Matthew Vaughn (2004)
- I nuovi eroi (Nouvelle-France), regia di Jean Beaudin (2004)
- Traffici proibiti, regia di Michael Aimette e John G. Hoffman (2005)
- Five Fingers - Gioco mortale (Five Fingers), regia di Laurence Malkin (2006)
- Three and Out, regia di Jonathan Gershfield (2008)
- Il maledetto United (The Damned United), regia di Tom Hooper (2009)
- Il sogno di Mary (The Race), regia di André F. Nebe (2009)
- Giustizia privata (Law Abiding Citizen), regia di F. Gary Gray (2009)
- In viaggio con una rock star (Get Him to the Greek), regia di Nicholas Stoller (2010)
- The Conspirator, regia di Robert Redford (2010)
- Parked, regia di Darragh Byrne (2010)
- Rapina a Belfast, regia di T. George (2011)
- Bel Ami - Storia di un seduttore (Bel Ami), regia di Declan Donnellan e Nick Ormerod (2012)
- La fredda luce del giorno (The Cold Light of Day), regia di Mabrouk El Mechri (2012) - cameo
- One Chance - L'opera della mia vita (One Chance), regia di David Frankel (2013)
- The Devil's Hand, regia di Christian E. Christiansen (2014)
- Pelé, regia di Jeff Zimbalist e Michael Zimbalist (2016)
- Il viaggio (The Journey), regia di Nick Hamm (2016)
- Tolkien, regia di Dome Karukoski (2019)
- Seberg - Nel mirino (Seberg), regia di Benedict Andrews (2019)
- The Banker, regia di George Nolfi (2020)
- Pixie, regia di Barnaby Thompson (2020)
- Save the Cinema, regia di Sara Sugarman (2022)
- Detective Marlowe (Marlowe), regia di Neil Jordan (2022)
- La maledizione dei Far Darrig (Unwelcome), regia di Jon Wright (2022)
- Three Day Millionaire, regia di Jack Spring (2022)
- L'ultima vendetta (In the Land of Saints and Sinners), regia di Robert Lorenz (2023)
- No Way Up, regia di Claudio Fäh (2024)

#### Televisione
- La rosa di Dublino (Les roses de Dublin), regia di Lazare Iglesis – miniserie TV (1981)
- Play for Tomorrow – serie TV, episodio 1x06 (1982)
- Playboy of the Western World, regia di Vincent Dowling – film TV (1983)
- The Hidden Curriculum, regia di Stephen Butcher – film TV (1984)
- Kenny Rogers as The Gambler, Part III: The Legend Continues, regia di Dick Lowry – film TV (1987)
- Un salto nel buio (Tales from the Darkside) – serie TV, episodio 4x01 (1987)
- Una vita da vivere (One Life To Live) – soap opera, 4 puntate (1987-1988)
- Star Trek: The Next Generation – serie TV, 52 episodi (1987-1994) – Miles O'Brien
- Testimone d'accusa (Perfect Witness), regia di Robert Mandel – film TV (1989)
- The Snapper, regia di Stephen Frears – film TV (1993)
- Star Trek: Deep Space Nine – serie TV, 159 episodi (1993-1999) – Miles O'Brien
- Rossella (Scarlett) – miniserie TV, puntate 02-03 (1994)
- Una scommessa di troppo (Vig), regia di Graham Theakston – film TV (1998)
- Magiche leggende (The Magical Legend of the Leprechauns), regia di John Henderson – film TV (1999)
- Gnomi - La magica leggenda (The Magical Legend of the Leprechauns), regia di John Henderson – film TV (1999)
- R.U.S./H., regia di Gary Fleder – film TV (2002)
- Random Passage, regia di John N. Smith – miniserie TV (2002)
- King of Texas, regia di Uli Edel – film TV (2002)
- The Murdoch Mysteries – serie TV, episodi 1x01-1x02 (2004)
- Bad Apple, regia di Adam Bernstein – film TV (2004)
- Stargate Atlantis – serie TV, episodi 1x07-1x09-2x17 (2004, 2006)
- Law & Order: Criminal Intent – serie TV, episodi 5x06-5x07 (2005)
- Il mistero della miniera di smeraldi (Caved in: Prehistoric Terror), regia di Richard Pepin – film TV (2006)
- Laboratorio mortale (Covert One: The Hades Factor), regia di Mick Jackson – miniserie TV (2006)
- ZOS: Zone of Separation, regia di Mario Azzopardi – miniserie TV (2009)
- Hell on Wheels – serie TV, 51 episodi (2011-2016)
- The Driver, regia di Jamie Payne – miniserie TV (2014)
- Childhood's End – miniserie TV, puntata 01 (2015)
- Will – serie TV, 10 episodi (2017)
- Gangs of London – serie TV, 7 episodi (2020)
- The Singapore Grip – serie TV, 6 episodi (2020)
- C'è sempre il sole a Philadelphia (It's Always Sunny in Philadelphia) – serie TV, episodi 15x06-15x07 (2021)
- Fúria, regia di Toni Bestard – miniserie TV (2021)
- The Serpent Queen – serie TV, 4 episodi (2022)
- Scary Tales of New York – serie TV, 6 episodi (2023)

### Doppiatore
- Gargoyles - Il risveglio degli eroi (Gargoyles) – serie animata, episodio 2x32 (1996)
- I Simpson (The Simpsons) – serie animata, episodio 20x14 (2009)
- Free Birds - Tacchini in fuga (Free Birds), regia di Jimmy Hayward (2013)
- Il viaggio di Norm (Norm of the North), regia di Trevor Wall e Lisa Ortiz (2016)

## Doppiatori italiani
Nelle versioni in italiano delle opere in cui ha recitato, Colm Meaney è stato doppiato da:
- Carlo Valli in The Snapper, Due sulla strada, Con Air, Intermission, Five Fingers - Gioco mortale, Il maledetto United, Giustizia privata, In viaggio con una rock star, La fredda luce del giorno, Hell on Wheels, One Chance - L'opera della mia vita, Childhood's End, The Devil's End, Pixie, No Way Up
- Francesco Pannofino in L'inglese che salì la collina e scese da una montagna, L'ultimo dei grandi re, The Pusher, Stargate: Atlantis
- Paolo Marchese in Magiche leggende, Men in Trees, L'ultima vendetta
- Stefano De Sando in Laboratorio mortale (ridoppiaggio), The Boys from County Clare, Bel Ami - Storia di un seduttore
- Dario Oppido in Seberg - Nel mirino, The Banker, The Serpent Queen
- Eugenio Marinelli in Morti di salute, Rossella
- Nino Prester in Blueberry, Il mistero della miniera di smeraldi
- Claudio Fattoretto in Trappola in alto mare, Mistery, Alaska
- Massimo De Ambrosis in Star Trek: The Next Generation, Laboratorio mortale
- Mario Scarabelli in Gangs of London, Detective Marlowe
- Domenico Crescentini in 58 minuti per morire - Die Harder
- Emilio Cappuccio in Star Trek: Deep Space Nine
- Giancarlo Giannini in Come Harry divenne un albero
- Franco Zucca in The Commitments
- Sandro Sardone in Cuori ribelli
- Umberto Bortolani ne I nuovi eroi
- Ennio Coltorti in The Unit
- Angelo Nicotra in The Conspirator
- Gianni Quillico ne La guerra dei bottoni
- Fabrizio Pucci ne Il sogno di Mary
- Diego Reggente in Law & Order - I due volti della giustizia
- Domenico Brioschi in Law & Order: Criminal Intent
- Giorgio Melazzi ne Il viaggio
- Giorgio Locuratolo in Rapina a Belfast
- Luca Biagini in Tolkien
- Agostino De Berti in Star Trek: Deep Space Nine (solo ep. 1x01, ediz. VHS)
- Paolo Lombardi ne I nuovi eroi (ridoppiaggio)

Da doppiatore è sostituito da:
- Emilio Cappuccio ne I Simpson
- Gerolamo Alchieri in Free Birds - Tacchini in fuga
- Dario Penne ne Il viaggio di Norm